# (39920) 1998 FW53
1998 أف دابليو 53 (ويعرف أيضًا باسم (39920) 1998 أف دابليو 53 وفق تسمية الكوكب الصغير) (بالإنجليزية: 1998 FW53)‏؛ هو كويكب ضمن حزام الكويكبات.
اكتُشف هذا الجُرم الفلكي بواسطة بحث لنكولن عن الكويكبات القريبة من الأرض في 20 مارس 1998، وترتيبه 39920 من حيث الاكتشاف.

## الوصف
اكتُشف 399201998FW في 20 مارس 1998 في مرصد ماغدالينا ريدج، الواقع في مقاطعة سوكورو، نيومكسيكو في الولايات المتحدة، بواسطة مشروع بحث لنكولن عن الكويكبات القريبة من الأرض (بالإنجليزية: Lincoln Near-Earth Asteroid Research)‏ LINEAR. وقد رصد المشروع 1,006 مشاهدة للكويكب إلى غاية 7 أكتوبر 2021 بتوقيت منطقة المحيط الهادئ، أي في مدة قدرها 12,494 يومًا (34.2 عام). تستغرق الفترة المدارية للكويكب 1,370 يومًا (3.8 عام).

## الخصائص المدارية
يتميز مدار هذا الكويكب بنصف محور رئيسي يبلغ 2.42 وحدة فلكية، وحضيض قدره 2.11 وحدة فلكية، وانحراف قدره 0.126 وزاوية ميلان 2.33 درجة بالنسبة لمسار الشمس. بسبب هذه الخصائص، أي نصف المحور الرئيسي بين 2 و3.2 وحدة فلكية وحضيض أكبر من 1,666 وحدة فلكية، يُصنف هذا الجُرم الفلكي وفقًا لقاعدة بيانات مختبر الدفع النفاث لأجرام النظام الشمسي الصغيرة كائنًا من حزام الكويكبات الرئيسي.

## الخصائص الفيزيائية
يُقدر القدر المطلق (H) لـ399201998FW بـ15.57 ووضاءته بـ0.042، مما يمكِّن تقدير قطره بـ 4.482كم. استُخلصت هذه النتائج بفضل ملاحظات مستكشف الأشعة تحت الحمراء عريض المجال (WISE)، وهو مرصد فضائي أمريكي وُضع في المدار في عام 2009 ويراقب السماء بأكملها بالأشعة تحت الحمراء، في عام 2011، نُشرت النتائج الأولى المتعلقة بالكويكبات من الحزام الرئيسي.

## وصلات خارجية
- (39920) 1998 FW53 في قاعدة بيانات مختبر الدفع النفاث لأجرام النظام الشمسي الصغيرة

- الاكتشاف · مخطط المدار ·  العناصر المدارية · المعلمات المادية

- (39920) 1998 FW53 على موقع ويكي سكاي: DSS2, SDSS, GALEX, IRAS, Hydrogen α, X-Ray, Astrophoto, Sky Map, Articles and images